# Agonocryptus argentinus
Agonocryptus argentinus là một loài tò vò trong họ Ichneumonidae.